# Audrey Diwan
Audrey Diwan (1980) è una sceneggiatrice, regista, scrittrice e giornalista francese.
Nel 2021 ha vinto il Leone d'oro alla 78ª Mostra internazionale d'arte cinematografica di Venezia col film La scelta di Anne - L'Événement, da lei scritto e diretto.

## Biografia
Dopo aver studiato giornalismo e scienze politiche, approda come redattrice freelance alle Éditions Denoël, dove scopre la passione per la scrittura. All'età di 23 anni, comincia a scrivere di società e cultura su Glamour, dove resterà per nove anni. Lancia poi assieme ad Aude Walker la versione francese del settimanale Stylist.
Entra in contatto col mondo del cinema quando TF1 la chiama per sceneggiare un film TV in seguito alla pubblicazione del suo primo romanzo di fiction, nel 2007.  venendo candidata ai premi Lumière per il copione di French Connection (2014), fino a vincere il Leone d'oro alla 78ª Mostra internazionale d'arte cinematografica di Venezia col suo secondo film da regista, La scelta di Anne - L'Événement.

## Filmografia

### Sceneggiatrice
- Fire & Ice - La sfida più grande (De feu et de glace), regia di Joyce Buñuel – film TV (2008)
- Aux yeux de tous, regia di Cédric Jimenez e Arnaud Duprey (2012)
- French Connection (La French), regia di Cédric Jimenez (2014)
- L'uomo dal cuore di ferro (HHhH), regia di Cédric Jimenez (2017)
- Ami-ami, regia di Victor Saint Macary (2018)
- Mais vous êtes fous, regia di Audrey Diwan (2019)
- BAC Nord, regia di Cédric Jimenez (2021)
- La scelta di Anne - L'Événement (L'Événement), regia di Audrey Diwan (2021)
- Il coraggio di Blanche (L'Amour et les Forêts), regia di Valérie Donzelli (2023)
- Silenzio! (Pas de vagues), regia di Teddy Lussi-Modeste (2024)
- L'amore che non muore (L'Amour ouf), regia di Gilles Lellouche (2024)
- Emmanuelle, regia di Audrey Diwan (2024)

### Regista
- Mais vous êtes fous (2019)
- La scelta di Anne - L'Événement (L'Événement) (2021)
- Emmanuelle (2024)

## Opere
- (FR) Confession d'un salaud, Paris, Denoël, 2004, ISBN 2-207-25556-5.
- (FR) La Fabrication d'un mensonge, Paris, Flammarion, 2007, ISBN 978-2-08-068972-6.
- (FR) De l'autre côté de l'été, Paris, Flammarion, 2009, ISBN 978-2-08-121080-6.
- Come essere una parigina: ovunque tu sia, Milano, Mondadori, 2015  [2013], ISBN 978-88-04-64685-3.

## Riconoscimenti
- Premio BAFTA
  - 2022 – Candidatura alla miglior regista per La scelta di Anne - L'Événement
- Premio César
  - 2022 – Candidatura alla miglior regista per La scelta di Anne - L'Événement
  - 2022 – Candidatura alla miglior adattamento per La scelta di Anne - L'Événement
  - 2024 – Miglior adattamento per Il coraggio di Blanche
- Mostra internazionale d'arte cinematografica
  - 2021 – Leone d'oro per La scelta di Anne - L'Événement
  - 2021 – Premio FIPRESCI (Concorso) per La scelta di Anne - L'Événement
- Premio Lumière
  - 2015 – Candidatura alla migliore sceneggiatura per French Connection
  - 2022 – Candidatura alla miglior regista per La scelta di Anne - L'Événement